# Gran Premio Comité Olímpico Nacional Femenino
El Gran Premio Comité Olímpico Nacional Femenino es una carrera profesional femenina de ciclismo en ruta como clásica ciclista que se realiza en Costa Rica, fue creada en el 2018 y recibió la categoría 1.2 dentro del Calendario UCI Femenino de la Unión Ciclista Internacional. La carrera es organizada por la Federación Costarricense de Ciclismo.

## Palmarés
| Año  | Ganador        | Segundo        | Tercero        |
| ---- | -------------- | -------------- | -------------- |
| 2018 | Marcela Prieto | Liliana Moreno | Brenda Santoyo |

## Palmarés por países
| País   | Victorias |
| ------ | --------- |
| México | 1         |